# Pareremus fumatus
Pareremus fumatus är en insektsart som först beskrevs av Johann Gottlieb Otto Tepper 1892.  Pareremus fumatus ingår i släktet Pareremus och familjen Gryllacrididae. Inga underarter finns listade i Catalogue of Life.